# موسولا كاثرين كاسكيتي
موسولا كاثرين كاسكيتي (بالإنجليزية: Musola Cathrine Kaseketi)‏، هي مُخرجة وناشطة حقوقية زامبية. تُعد موسولا أول امرأة مُخرجة في تاريخ السينما في زامبيا.

## طفولتها
وُلدت موسولا كاثرين كاسكيتي في أكتوبر 1968 في مدينة سولويزي في زامبيا، ثُم انتقلت بعد ذلك للعيش في مدينة كابوي.

## روابط خارجية
موسولا كاثرين كاسكيتي على موقع IMDb (الإنجليزية)